# Wahlkreis Friedrichshain-Kreuzberg 3
Der Wahlkreis Friedrichshain-Kreuzberg 3 ist ein Abgeordnetenhauswahlkreis in Berlin. Der Wahlkreis gehört zum Wahlkreisverband Friedrichshain-Kreuzberg und umfasst im Ortsteil Berlin-Kreuzberg das Gebiet nördlich des Straßenzuges Gitschiner Straße–Skalitzer Straße. Östliche Grenze ist das Spreeufer. Zum Wahlkreis gehört auch das Stadtquartier südlich der Gitschiner Straße mit der Begrenzung im Westen zur Zossener Straße, nach Osten bis zur Baerwaldstraße und nach Süden bis zur Gneisenaustraße.

## Abgeordnetenhauswahl 2023
Bei der Wahl zum Abgeordnetenhaus von Berlin 2023 traten folgende Kandidaten an:
| Name                              | Partei           | Anteil der Erststimmen | Anteil der Zweitstimmen |
| --------------------------------- | ---------------- | ---------------------- | ----------------------- |
| Turgut Altuğ                      | Grüne            | 35,0 %                 | 32,9 %                  |
| Ali Reza Amiri                    | Die Linke        | 19,8 %                 | 21,6 %                  |
| Sevim Aydin                       | SPD              | 17,9 %                 | 15,8 %                  |
| Kurt Wansner                      | CDU              | 14,8 %                 | 14,4 %                  |
| Alexander Franz Merkel            | Die PARTEI       | 03,4 %                 | 02,3 %                  |
| Gerhard Zaucker                   | AfD              | 02,8 %                 | 02,9 %                  |
| Romana Foster                     | Tierschutzpartei | 02,2 %                 | 01,6 %                  |
| Jörg Höhn                         | FDP              | 02,2 %                 | 02,4 %                  |
| Joachim Schäfer                   | dieBasis         | 00,9 %                 | 00,6 %                  |
| Nicole Drakos                     | du.              | 00,9 %                 | 00,5 %                  |
| –                                 | Team Todenhöfer  | –                      | 01,3 %                  |
| –                                 | Volt             | –                      | 01,1 %                  |
| –                                 | Sonstige         | –                      | 02,6 %                  |
| Wahlberechtigte: 28.170 Einwohner |                  |                        |                         |
| Wahlbeteiligung: 58,6 %           |                  |                        |                         |

## Abgeordnetenhauswahl 2021
Bei der im Nachhinein für ungültig erklärten Wahl zum Abgeordnetenhaus von Berlin 2021 traten folgende Kandidaten an:
| Name                              | Partei            | Anteil der Erststimmen | Anteil der Zweitstimmen |
| --------------------------------- | ----------------- | ---------------------- | ----------------------- |
| Turgut Altuğ                      | Grüne             | 35,0 %                 | 30,9 %                  |
| Ali Reza Amiri                    | Die Linke         | 20,4 %                 | 22,7 %                  |
| Sevim Aydin                       | SPD               | 20,1 %                 | 17,5 %                  |
| Kurt Wansner                      | CDU               | 08,5 %                 | 07,7 %                  |
| Jörg Höhn                         | FDP               | 03,8 %                 | 03,6 %                  |
| Alexander Franz Merkel            | Die PARTEI        | 03,8 %                 | 02,8 %                  |
| Gerhard Zaucker                   | AfD               | 02,7 %                 | 02,7 %                  |
| Romana Foster                     | Tierschutzpartei  | 02,6 %                 | 01,5 %                  |
| Joachim Schäfer                   | dieBasis          | 02,1 %                 | 01,5 %                  |
| Nicole Drakos                     | du.               | 00,9 %                 | 00,5 %                  |
| –                                 | Team Todenhöfer   | –                      | 03,6 %                  |
| –                                 | Volt              | –                      | 01,3 %                  |
| –                                 | Klimaliste Berlin | –                      | 01,0 %                  |
| –                                 | Sonstige          | –                      | 02,7 %                  |
| Wahlberechtigte: 28.169 Einwohner |                   |                        |                         |
| Wahlbeteiligung: 72,1 %           |                   |                        |                         |

## Abgeordnetenhauswahl 2016
Bei der Wahl zum Abgeordnetenhaus von Berlin 2016 traten folgende Kandidaten an:
| Name                              | Partei            | Anteil der Erststimmen | Anteil der Zweitstimmen |
| --------------------------------- | ----------------- | ---------------------- | ----------------------- |
| Turgut Altuğ                      | Grüne             | 31,3 %                 | 27,1 %                  |
| Sevim Aydin                       | SPD               | 22,5 %                 | 21,6 %                  |
| Jiyan Durgun                      | Die Linke         | 16,6 %                 | 20,7 %                  |
| Kurt Wansner                      | CDU               | 09,3 %                 | 09,3 %                  |
| Sibylle Schmidt                   | AfD               | 06,8 %                 | 06,6 %                  |
| Ralf Hutter                       | Die PARTEI        | 03,5 %                 | 03,7 %                  |
| Richard Siebenhaar                | FDP               | 03,2 %                 | 03,9 %                  |
| Fabio Reinhardt                   | Piraten           | 02,7 %                 | 02,8 %                  |
| Ali Șen                           | Einzelbewerber    | 01,9 %                 | 0–                      |
| Uwe Gorski                        | Tierschutzallianz | 01,5 %                 | 0–                      |
| Tanja Helmrich                    | Die Violetten     | 00,4 %                 | 00,3 %                  |
| Frank di Leo                      | Einzelbewerber    | 00,3 %                 | 0–                      |
| –                                 | Tierschutzpartei  | 0–                     | 01,5 %                  |
| –                                 | Sonstige          | 0–                     | 02,5 %                  |
| Wahlberechtigte: 32.284 Einwohner |                   |                        |                         |
| Wahlbeteiligung: 58,6 %           |                   |                        |                         |

## Abgeordnetenhauswahl 2011
Bei der Wahl zum Abgeordnetenhaus von Berlin 2011 traten folgende Kandidaten an:
| Name                              | Partei           | Anteil der Erststimmen | Anteil der Zweitstimmen |
| --------------------------------- | ---------------- | ---------------------- | ----------------------- |
| Turgut Altuğ                      | Grüne            | 36,9 %                 | 32,7 %                  |
| Muharrem Aras                     | SPD              | 20,4 %                 | 22,8 %                  |
| Fabio Reinhardt                   | Piraten          | 12,0 %                 | 12,6 %                  |
| Ertan Taşkıran                    | CDU              | 10,1 %                 | 10,2 %                  |
| Figen Izgin                       | Die Linke        | 08,2 %                 | 08,5 %                  |
| Ismet Misirlioglu                 | BIG              | 04,2 %                 | 04,5 %                  |
| Nico Seyfrid                      | Die PARTEI       | 03,1 %                 | 02,5 %                  |
| Uwe Gorski                        | Tierschutzpartei | 01,9 %                 | 01,3 %                  |
| Andreas Dahrendorf                | FDP              | 01,4 %                 | 00,9 %                  |
| Dorothea Steffen                  | pro Deutschland  | 01,3 %                 | 00,5 %                  |
| Rolf Meier                        | DKP              | 00,7 %                 | 00,4 %                  |
| –                                 | NPD              | –                      | 01,0 %                  |
| –                                 | Sonstige         | –                      | 02,1 %                  |
| Wahlberechtigte: 26.394 Einwohner |                  |                        |                         |
| Wahlbeteiligung: 55,7 %           |                  |                        |                         |

## Abgeordnetenhauswahl 2006
Bei der Wahl zum Abgeordnetenhaus von Berlin 2006 traten folgende Kandidaten an:
| Name                              | Partei         | Anteil der Erststimmen |
| --------------------------------- | -------------- | ---------------------- |
| Özcan Mutlu                       | Grüne          | 33,8 %                 |
| Stefan Zackenfels                 | SPD            | 29,1 %                 |
| Kurt Wansner                      | CDU            | 11,2 %                 |
| Figen Izgin                       | Die Linke      | 10,9 %                 |
| Wolfgang Lenk                     | WASG           | 06,7 %                 |
| Frank Peters                      | FDP            | 03,8 %                 |
| Riza Cörtlen                      | Die PARTEI     | 02,4 %                 |
| Martina Preugschat                | Bildungspartei | 01,3 %                 |
| Marko Wasserthal                  | AGFG           | 00,8 %                 |
| Wahlberechtigte: 31.758 Einwohner |                |                        |
| Wahlbeteiligung: 53,8 %           |                |                        |

## Abgeordnetenhauswahl 2001
Der Wahlkreis Friedrichshain-Kreuzberg 3 umfasste zur Abgeordnetenhauswahl am 21. Oktober 2001 die Gebiete Stallschreiberstraße, Skalitzer Straße, Urbanhafen, Gneisenaustraße und Alexandrinenstraße. Es traten folgende Kandidaten an:
| Name                              | Partei         | Anteil der Erststimmen |
| --------------------------------- | -------------- | ---------------------- |
| Stefan Zackenfels                 | SPD            | 31,3 %                 |
| Özcan Mutlu                       | Grüne          | 29,6 %                 |
| Rainer Bleiler                    | CDU            | 19,1 %                 |
| Musa Özdemir                      | PDS            | 14,0 %                 |
| Mehmet Daimagüler                 | FDP            | 04,2 %                 |
| Ahmet Algan                       | Einzelbewerber | 01,2 %                 |
| Marcel Löffler                    | DKP            | 0 0,6 %                |
| Wahlberechtigte: 26.613 Einwohner |                |                        |
| Wahlbeteiligung: 61,1 %           |                |                        |

## Abgeordnetenhauswahl 1999
Der Wahlkreis Kreuzberg 3 umfasste zur Abgeordnetenhauswahl am 10. Oktober 1999 die Gebiete Stallschreiberstraße, Skalitzer Straße, Urbanhafen, Gneisenaustraße und Alexandrinenstraße. Es traten folgende Kandidaten an:
| Name                              | Partei      | Anteil der Erststimmen |
| --------------------------------- | ----------- | ---------------------- |
| Özcan Mutlu                       | Grüne       | 30,7 %                 |
| Rainer Bleiler                    | CDU         | 29,9 %                 |
| Hans-Joachim Kohl                 | SPD         | 23,7 %                 |
| Steffen Zillich                   | PDS         | 10,4 %                 |
| Volker Ritter                     | Graue       | 02,0 %                 |
| Erik Paul                         | FDP         | 01,1 %                 |
| Uta Steinfeld                     | Naturgesetz | 01,0 %                 |
| Cornelia Blömer                   | DL          | 00,9 %                 |
| Gerhard Raschke                   | BID         | 00,4 %                 |
| Wahlberechtigte: 26.780 Einwohner |             |                        |
| Wahlbeteiligung: 55,7 %           |             |                        |

## Abgeordnetenhauswahl 1995
Der Wahlkreis Kreuzberg 3 umfasste zur Abgeordnetenhauswahl am 22. Oktober 1995 die Gebiete Stallschreiberstraße, Skalitzer Straße, Urbanhafen, Gneisenaustraße und Alexandrinenstraße. Riza Baran (Grüne) erhielt in diesem Wahlkreis die meisten Erststimmen.

## Bisherige Abgeordnete
Direkt gewählte Abgeordnete des Wahlkreises Friedrichshain-Kreuzberg 3 (früher Kreuzberg 3):
| Jahr | Name              | Partei | Anteil der Erststimmen |
| ---- | ----------------- | ------ | ---------------------- |
| 2023 | Turgut Altuğ      | Grüne  | 35,0 %                 |
| 2021 | Turgut Altuğ      | Grüne  | 35,0 %                 |
| 2016 | Turgut Altuğ      | Grüne  | 31,3 %                 |
| 2011 | Turgut Altuğ      | Grüne  | 36,9 %                 |
| 2006 | Özcan Mutlu       | Grüne  | 33,8 %                 |
| 2001 | Stefan Zackenfels | SPD    | 31,3 %                 |
| 1999 | Özcan Mutlu       | Grüne  | 30,7 %                 |
| 1995 | Riza Baran        | Grüne  | 35,3 %                 |